# イルムフリート・エベール
イルムフリート・エベール（Irmfried Eberl, 1910年9月8日 - 1948年2月16日）は、ナチス・ドイツの医師、親衛隊（SS）隊員。最終階級は親衛隊中尉（SS-Obersturmführer）。障害者の安楽死計画に携わった。短期間だがトレブリンカ強制収容所の所長も務め、ユダヤ人迫害にも関与した。

## 略歴
オーストリアのブレゲンツ出身。小学校とギムナジウムを出て後の1928年にインスブルック大学医学部へ入学し精神医学を学んだ。大学在学中の1931年12月8日に国家社会主義ドイツ労働者党（ナチス党）に入党している（党員番号687,095）。24歳のときに博士号を取得した。
大学を出た後は、ナチス党員であったことからオーストリアで就職先が見つからず、ドイツに移住して優秀な医者として名を馳せ、ナチス党から障害者安楽死計画の任務を与えられ、ドイツ各地で安楽死計画を手がけた。戦時中の1942年7月からはトレブリンカ絶滅収容所の所長を務め、ユダヤ人やロマのガス室処理にも関与。エベールは他の絶滅収容所に負けぬよう処理の成果を上げようとしたが、過剰な囚人を受け入れて処理しきれない死体が放つ死臭が周囲10kmにも漂い地元住民の噂になり問題となった。すぐに三大絶滅収容所総監のクリスティアン・ヴィルトから見限られ、フランツ・シュタングルに交代させられた。1944年からはドイツ国防軍に従軍した。
敗戦後、ドイツ南部シュヴァーベン地方のブラウボイレン（de:Blaubeuren）で薬屋をしていたが、1948年1月に逮捕された。翌月に収監先で自殺した。